# Альсеріо
Альсеріо (італ. Alserio) — муніципалітет в Італії, у регіоні Ломбардія, провінція Комо.
Альсеріо розташоване на відстані близько 510 км на північний захід від Рима, 36 км на північ від Мілана, 10 км на схід від Комо.
Населення — 1216 осіб (2014).
Щорічний фестиваль відбувається 23 листопада. Покровитель — San Clemente.

## Демографія
Населення за роками:

Станом на 1 січня 2023 року в муніципалітеті офіційно проживали 52 іноземці з 22 країн, серед них 12 громадян країн Євросоюзу та 3 громадяни України.

## Сусідні муніципалітети
- Альбавілла
- Анцано-дель-Парко
- Монгуццо
- Орсеніго